# ناحیه عین الاربعاء
ناحیه عین الاربعاء (به عربی: دائرة عین الاربعاء) یک ناحیه در الجزایر است که در استان عین تموشنت واقع شده‌است.

## خصوصیات
ناحیه عین الاربعاء ۵۷۱٫۹۹ کیلومترمربع مساحت و ۳۹٬۹۱۳ نفر جمعیت دارد.